# هتم‌لر (لاچین)
هتم‌لر (ترکی آذربایجانی: Hətəmlər) یک منطقهٔ مسکونی در جمهوری آرتساخ است که در استان کاشاتاق واقع شده‌است.